# Collegio di Harrow East
Harrow East è un collegio elettorale situato nella Grande Londra, e rappresentato alla Camera dei comuni del Parlamento del Regno Unito. Elegge un membro del parlamento con il sistema first-past-the-post, ossia maggioritario a turno unico; l'attuale parlamentare è Bob Blackman del Partito Conservatore, che rappresenta il collegio dal 2010.

## Estensione

Harrow East dal 2010 al 2024

- 1945-1950: i ward del distretto urbano di Harrow di Kenton, Stanmore North, Stanmore South, Wealdstone North, Wealdstone South, e parte di Harrow Weald.
- 1950-1955: come sopra, con tutto il ward di Harrow Weald e con l'eccezione dei ward di Wealdstone North e Wealdstone South
- 1955-1974: i ward del borgo municipale di Harrow di Belmont, Harrow Weald, Queensbury, Stanmore North e Stanmore South.
- 1974-1978: i ward del borgo londinese di Harrow di Belmont, Harrow Weald, Queensbury, Stanmore North e Stanmore South.
- 1978-1983: i ward del borgo londinese di Harrow di Canons, Centenary, Harrow Weald, Kenton East, Stanmore Park, Stanmore South e Wemborough.
- 1983-2010: i ward del borgo londinese di Harrow di Canons, Centenary, Greenhill, Harrow Weald, Kenton East, Kenton West, Marlborough, Stanmore Park, Stanmore South, Wealdstone e Wemborough.
- 2010-2024: i ward del borgo londinese di Harrow di Belmont, Canons, Harrow Weald, Kenton East, Kenton West, Queensbury, Stanmore Park e Wealdstone.
- dal 2024: i ward del borgo londinese di Harrow di Belmont; Canons; Centenary; Edgware; Harrow Weald; Kenton East; Kenton West e Stanmore ed il ward del borgo londinese di Brent di Queensbury.[1]

## Membri del parlamento
| Elezione | Elezione         | Deputato           | Partito      |
| -------- | ---------------- | ------------------ | ------------ |
|          | 1983             | Frederick Skinnard | Laburista    |
|          | 1950             | Ian Harvey         | Conservatore |
| 1959 (S) | Anthony Courtney |                    | Conservatore |
|          | 1966             | Roy Roebuck        | Laburista    |
|          | 1970             | Hugh Dykes         | Conservatore |
|          | 1997             | Tony McNulty       | Laburista    |
|          | 2010             | Bob Blackman       | Conservatore |

## Elezioni

### Elezioni negli anni 2020
| Partito                    | Partito                                   | Candidato                  | Risultati 4 luglio 2024 | Risultati 4 luglio 2024 |
| Partito                    | Partito                                   | Candidato                  | Voti                    | %                       |
| -------------------------- | ----------------------------------------- | -------------------------- | ----------------------- | ----------------------- |
|                            | Conservatore                              | Bob Blackman               | 25 466                  | 53,30                   |
|                            | Laburista                                 | Primesh Patel              | 13 786                  | 28,85                   |
|                            | Reform UK                                 | Roger Clark                | 2 188                   | 4,58                    |
|                            | Indipendente                              | Sabira Lakha               | 2 097                   | 4,39                    |
|                            | Verdi                                     | Seb Newsam                 | 2 006                   | 4,20                    |
|                            | Lib Dem                                   | Reetendra Nath Banerji     | 1 511                   | 3,16                    |
|                            | Workers                                   | Sarajulhaq Parwani         | 723                     | 1,51                    |
|                            |                                           |                            |                         |                         |
| Iscritti                   | Iscritti                                  | Iscritti                   | 76 386                  | 100,00                  |
| ↳ Votanti (% su iscritti)  | ↳ Votanti (% su iscritti)                 | ↳ Votanti (% su iscritti)  | 47 777                  | 62,55                   |
| ↳ Astenuti (% su iscritti) | ↳ Astenuti (% su iscritti)                | ↳ Astenuti (% su iscritti) | 28 609                  | 37,45                   |
|                            |                                           |                            |                         |                         |
|                            | Esito: collegio confermato a Conservatore |                            |                         |                         |

### Elezioni negli anni 2010
| Partito                    | Partito                                   | Candidato                  | Risultati 12 dicembre 2019 | Risultati 12 dicembre 2019 |
| Partito                    | Partito                                   | Candidato                  | Voti                       | %                          |
| -------------------------- | ----------------------------------------- | -------------------------- | -------------------------- | -------------------------- |
|                            | Conservatore                              | Bob Blackman               | 26 935                     | 54,42                      |
|                            | Laburista                                 | Pamela Fitzpatrick         | 18 765                     | 37,92                      |
|                            | Lib Dem                                   | Adam Bernard               | 3 791                      | 7,66                       |
|                            |                                           |                            |                            |                            |
| Iscritti                   | Iscritti                                  | Iscritti                   | 72 120                     | 100,00                     |
| ↳ Votanti (% su iscritti)  | ↳ Votanti (% su iscritti)                 | ↳ Votanti (% su iscritti)  | 49 491                     | 68,62                      |
| ↳ Astenuti (% su iscritti) | ↳ Astenuti (% su iscritti)                | ↳ Astenuti (% su iscritti) | 22 629                     | 31,38                      |
|                            |                                           |                            |                            |                            |
|                            | Esito: collegio confermato a Conservatore |                            |                            |                            |

| Partito                    | Partito                                   | Candidato                  | Risultati 8 giugno 2017 | Risultati 8 giugno 2017 |
| Partito                    | Partito                                   | Candidato                  | Voti                    | %                       |
| -------------------------- | ----------------------------------------- | -------------------------- | ----------------------- | ----------------------- |
|                            | Conservatore                              | Bob Blackman               | 25 129                  | 49,42                   |
|                            | Laburista                                 | Navin Shah                 | 23 372                  | 45,97                   |
|                            | Lib Dem                                   | Adam Bernard               | 1 573                   | 3,09                    |
|                            | Verdi                                     | Emma Wallace               | 771                     | 1,52                    |
|                            |                                           |                            |                         |                         |
| Iscritti                   | Iscritti                                  | Iscritti                   | 71 713                  | 100,00                  |
| ↳ Votanti (% su iscritti)  | ↳ Votanti (% su iscritti)                 | ↳ Votanti (% su iscritti)  | 50 845                  | 70,90                   |
| ↳ Astenuti (% su iscritti) | ↳ Astenuti (% su iscritti)                | ↳ Astenuti (% su iscritti) | 20 868                  | 29,10                   |
|                            |                                           |                            |                         |                         |
|                            | Esito: collegio confermato a Conservatore |                            |                         |                         |

| Partito                    | Partito                                   | Candidato                  | Risultati 7 maggio 2015 | Risultati 7 maggio 2015 |
| Partito                    | Partito                                   | Candidato                  | Voti                    | %                       |
| -------------------------- | ----------------------------------------- | -------------------------- | ----------------------- | ----------------------- |
|                            | Conservatore                              | Bob Blackman               | 24 668                  | 50,34                   |
|                            | Laburista                                 | Uma Kumaran                | 19 911                  | 40,63                   |
|                            | UKIP                                      | Aidan Powlesland           | 2 333                   | 4,76                    |
|                            | Lib Dem                                   | Ross Barlow                | 1 037                   | 2,12                    |
|                            | Verdi                                     | Emma Wallace               | 846                     | 1,73                    |
|                            | TUSC                                      | Nana Asante                | 205                     | 0,42                    |
|                            |                                           |                            |                         |                         |
| Iscritti                   | Iscritti                                  | Iscritti                   | 71 014                  | 100,00                  |
| ↳ Votanti (% su iscritti)  | ↳ Votanti (% su iscritti)                 | ↳ Votanti (% su iscritti)  | 49 000                  | 69,00                   |
| ↳ Astenuti (% su iscritti) | ↳ Astenuti (% su iscritti)                | ↳ Astenuti (% su iscritti) | 22 014                  | 31,00                   |
|                            |                                           |                            |                         |                         |
|                            | Esito: collegio confermato a Conservatore |                            |                         |                         |

| Partito                    | Partito                                           | Candidato                  | Risultati 6 maggio 2010 | Risultati 6 maggio 2010 |
| Partito                    | Partito                                           | Candidato                  | Voti                    | %                       |
| -------------------------- | ------------------------------------------------- | -------------------------- | ----------------------- | ----------------------- |
|                            | Conservatore                                      | Bob Blackman               | 21 435                  | 44,65                   |
|                            | Laburista                                         | Tony McNulty               | 18 032                  | 37,56                   |
|                            | Lib Dem                                           | Nahid Boethe               | 6 850                   | 14,27                   |
|                            | UKIP                                              | Abhijit Pandya             | 896                     | 1,87                    |
|                            | Verdi                                             | Madeleine Atkins           | 793                     | 1,65                    |
|                            |                                                   |                            |                         |                         |
| Iscritti                   | Iscritti                                          | Iscritti                   | 71 543                  | 100,00                  |
| ↳ Votanti (% su iscritti)  | ↳ Votanti (% su iscritti)                         | ↳ Votanti (% su iscritti)  | 48 006                  | 67,10                   |
| ↳ Astenuti (% su iscritti) | ↳ Astenuti (% su iscritti)                        | ↳ Astenuti (% su iscritti) | 23 537                  | 32,90                   |
|                            |                                                   |                            |                         |                         |
|                            | Esito: collegio passa da Laburista a Conservatore |                            |                         |                         |

### Elezioni negli anni 2000
| Partito                    | Partito                                | Candidato                  | Risultati 5 maggio 2005 | Risultati 5 maggio 2005 |
| Partito                    | Partito                                | Candidato                  | Voti                    | %                       |
| -------------------------- | -------------------------------------- | -------------------------- | ----------------------- | ----------------------- |
|                            | Laburista                              | Tony McNulty               | 23 445                  | 46,13                   |
|                            | Conservatore                           | David Ashton               | 18 715                  | 36,82                   |
|                            | Lib Dem                                | Pash Nandhra               | 7 747                   | 15,24                   |
|                            | UKIP                                   | Paul Cronin                | 916                     | 1,80                    |
|                            |                                        |                            |                         |                         |
| Iscritti                   | Iscritti                               | Iscritti                   | 84 004                  | 100,00                  |
| ↳ Votanti (% su iscritti)  | ↳ Votanti (% su iscritti)              | ↳ Votanti (% su iscritti)  | 50 823                  | 60,50                   |
| ↳ Astenuti (% su iscritti) | ↳ Astenuti (% su iscritti)             | ↳ Astenuti (% su iscritti) | 33 181                  | 39,50                   |
|                            |                                        |                            |                         |                         |
|                            | Esito: collegio confermato a Laburista |                            |                         |                         |

| Partito                    | Partito                                | Candidato                  | Risultati 7 giugno 2001 | Risultati 7 giugno 2001 |
| Partito                    | Partito                                | Candidato                  | Voti                    | %                       |
| -------------------------- | -------------------------------------- | -------------------------- | ----------------------- | ----------------------- |
|                            | Laburista                              | Tony McNulty               | 26 590                  | 55,31                   |
|                            | Conservatore                           | Peter Wilding              | 15 466                  | 32,17                   |
|                            | Lib Dem                                | George Kershaw             | 6 021                   | 12,52                   |
|                            |                                        |                            |                         |                         |
| Iscritti                   | Iscritti                               | Iscritti                   | 82 323                  | 100,00                  |
| ↳ Votanti (% su iscritti)  | ↳ Votanti (% su iscritti)              | ↳ Votanti (% su iscritti)  | 48 077                  | 58,40                   |
| ↳ Astenuti (% su iscritti) | ↳ Astenuti (% su iscritti)             | ↳ Astenuti (% su iscritti) | 34 246                  | 41,60                   |
|                            |                                        |                            |                         |                         |
|                            | Esito: collegio confermato a Laburista |                            |                         |                         |

## Risultati dei referendum

### Referendum sulla permanenza del Regno Unito nell'Unione europea del 2016
|             | Collegio    | Lasciare UE % | Rimanere in UE % |
| ----------- | ----------- | ------------- | ---------------- |
|             | Harrow East | 47,5%         | 52,5%            |
|             | Inghilterra | 53,3%         | 46,7%            |
| Regno Unito | 51,9%       | 48,1%         |                  |